# José Luis Tafur
José Luis Tafur Carande (Badajoz, 1929-Madrid, 18 de marzo de 2012) fue un director, guionista y productor español, conocido principalmente por su trabajo para Televisión Española y por haber apostado por el director José Luis Garci cuando aún era un desconocido.

## Trayectoria profesional
José Luis Tafur llega a Madrid a comienzos de los años sesenta. En esa época va a ser director de los Festivales de España y a producir varios documentales junto a José María González-Sinde, dirigiendo en 1969 para “Teatro de siempre” en Televisión Española ‘Un marido de ida y vuelta’ de Enrique Jardiel Poncela.
Durante los años setenta continúa su trabajo para televisión, dirigiendo diversas adaptaciones teatrales en “Teatro de siempre” y “Estudio 1”, apoyando también al director novel José Luis Garci, al que produjo su primera película, ‘Asignatura pendiente’ (1977), después de que ninguna otra productora se interesara en el proyecto; su relación de trabajo continuará en 'Solos en la madrugada' (1978) y 'Las verdes praderas' (1979). En 1980 dirige la sección de exposiciones del Instituto Nacional de Industria.
Su despedida profesional tiene lugar en 1990 con la producción de ‘Los jinetes del alba’, dirigida por Vicente Aranda.

## Vida personal
Tafur fue un apasionado de la poesía, que también escribió. En 1983 se casó con la actriz Fiorella Faltoyano, con la que tuvo un hijo y de la que posteriormente se divorció.

## Últimos años y fallecimiento
En 2001 se le diagnostica alzhéimer, enfermedad contra la que lucha hasta su fallecimiento el 18 de marzo de 2012.

## Libros publicados
1957 - Víspera del alba.
1994 - Solicito la voz.
2001 - Balance provisional.